# Xã Moro, Quận Madison, Illinois
Xã Moro (tiếng Anh: Moro Township) là một xã thuộc quận Madison, tiểu bang Illinois, Hoa Kỳ. Năm 2010, dân số của xã này là 3.551 người.